# Agrias olivencia
Agrias olivencia är en fjärilsart som beskrevs av Otto Staudinger 1896. Agrias olivencia ingår i släktet Agrias och familjen praktfjärilar. Inga underarter finns listade i Catalogue of Life.